# Hep Records
Hep Records ist ein 1974 gegründetes schottisches Plattenlabel für Swing und Modern Jazz.
Hep Records wurde im Jahr 1974 von Alastair Robertson (1941–2024) in Edinburgh gegründet. Sein Label ist spezialisiert auf den Jazz der Swingära. Die Aufnahmen dieser Zeit wurden in der Metronome Series veröffentlicht, wie Aufnahmen von Benny Carter, Sam Donahue, den Dorsey Brothers, Artie Shaw und Claude Thornhill sowie die Schallplatten der V-Disc-Ära von Woody Herman, Bill Harris und anderen Musikern um 1944/45.
In der 1000 Series erschienen Alben u. a. von Duke Ellington, Count Basie, Earl Hines, Jimmy Lunceford, Don Redman, Red Norvo und Billie Holiday/Teddy Wilson.
Die 2000 Series, die seit 1978 besteht, widmet sich dem Modern Jazz und dem Mainstream Jazz nach 1945; in ihr erschienen Alben u. a. von Sandy Brown, Tony Coe (Tony Coe with the Brian Lemon Trio), Richard Davis, Buddy DeFranco, Slim Gaillard, Herb Geller, Jimmy Knepper, Don Lanphere, Jessica Williams (The Next Step), Roy Williams, Tommy Smith, Michael Hashim und Spike Robinson und Benny Waters, jedoch auch 1984 das Avantgardealbum Forward Motion: The Berklee Tapes von Terje Gewelt, Tommy Smith, Lazlo Gardonyi und Ian Froman.
Das letzte Album, das Alastair Robertson produzierte, wurde im Sommer 2024 in Glasgow aufgenommen, ein Tentett schottischer Musiker unter der Leitung von Frank Griffith.

## Diskographische Hinweise
Metronome Series / 1000 Series
- Benny Carter: Groovin’ High in L.A., 1946
- Dorsey Brothers: Harlem Lullaby (1933), Casino Gardens Ballroom 1946
- Woody Herman: The V-Disc Years, Vols 1 & 2 (1945–47)
- Red Norvo: Jivin’ the Jeep (1936/37); Nuances by Norvo (1938–42)
- Artie Shaw: Hollywood Palladium 1941
- Claude Thornhill: The Transscription Performances, 1947 6 1948
- Teddy Wilson: Vol. 2 - Warmin’ Up (1935/36); Vol. 4: Fine and Dandy (1937); Blue Mood (1937/1938)

2000 Series

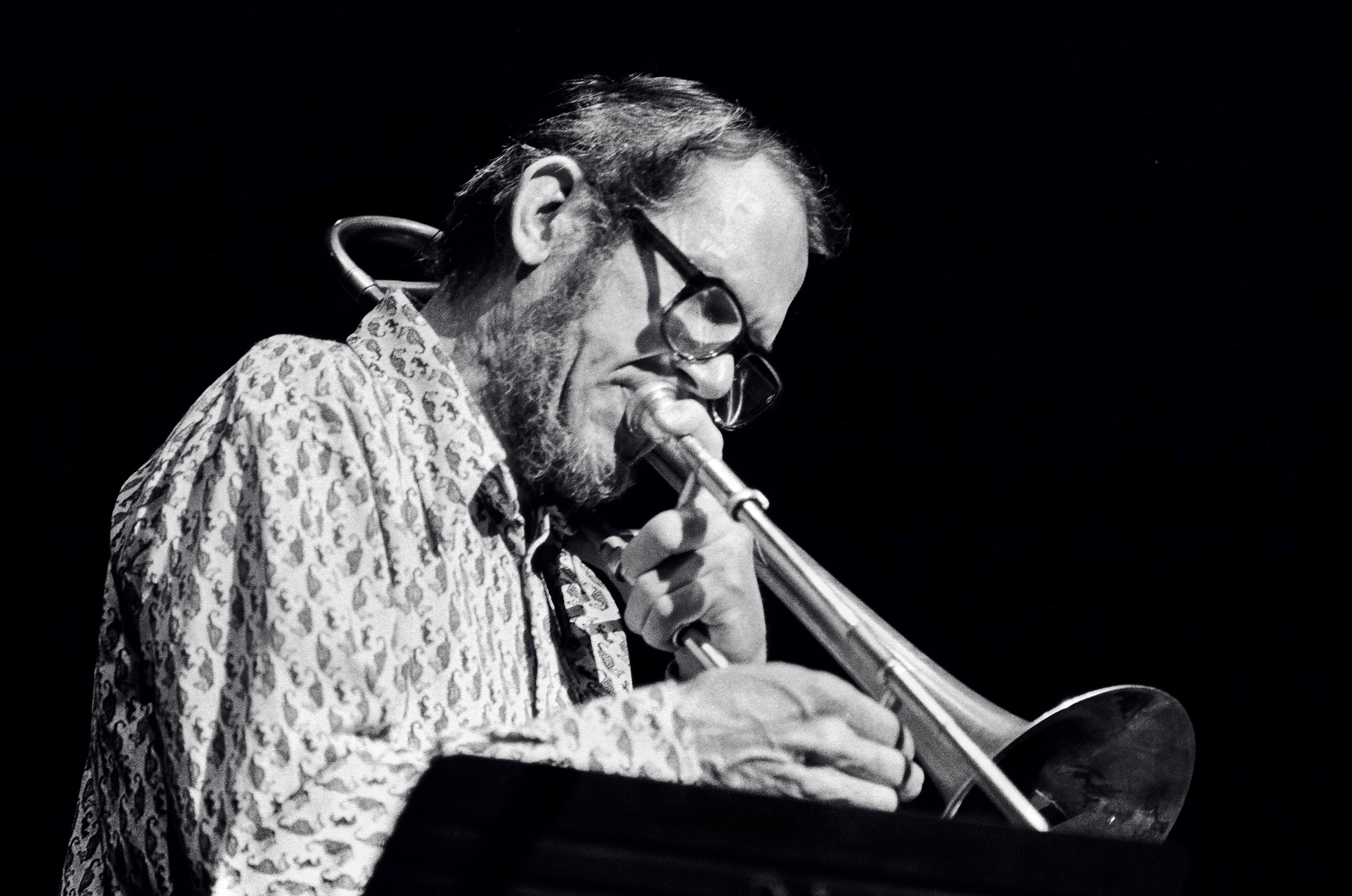
Jimmy Knepper

- Sandy Brown: In the Evening (1970/71)
- Richard Davis: One for Frederick (1989)
- Buddy DeFranco: the Buenos Aires Concerts (1980)
- Slim Gaillard: The Legendary McVouty (1982)
- Herb Geller: Plays the Al Cohn Songbook (1994)
- Michael Hashim: Keep a Song in Your Soul (1996); Multicoloured Blue (1998)
- Jimmy Knepper: Special Relationship (1978/80)
- Don Lanphere: Go...Again (1987/88); Don Lanphere/Larry Coryell (1990)
- Jessica Williams: The Next Step (1993); In the Pocket (1993)